# Buddhizmus Burjátföldön

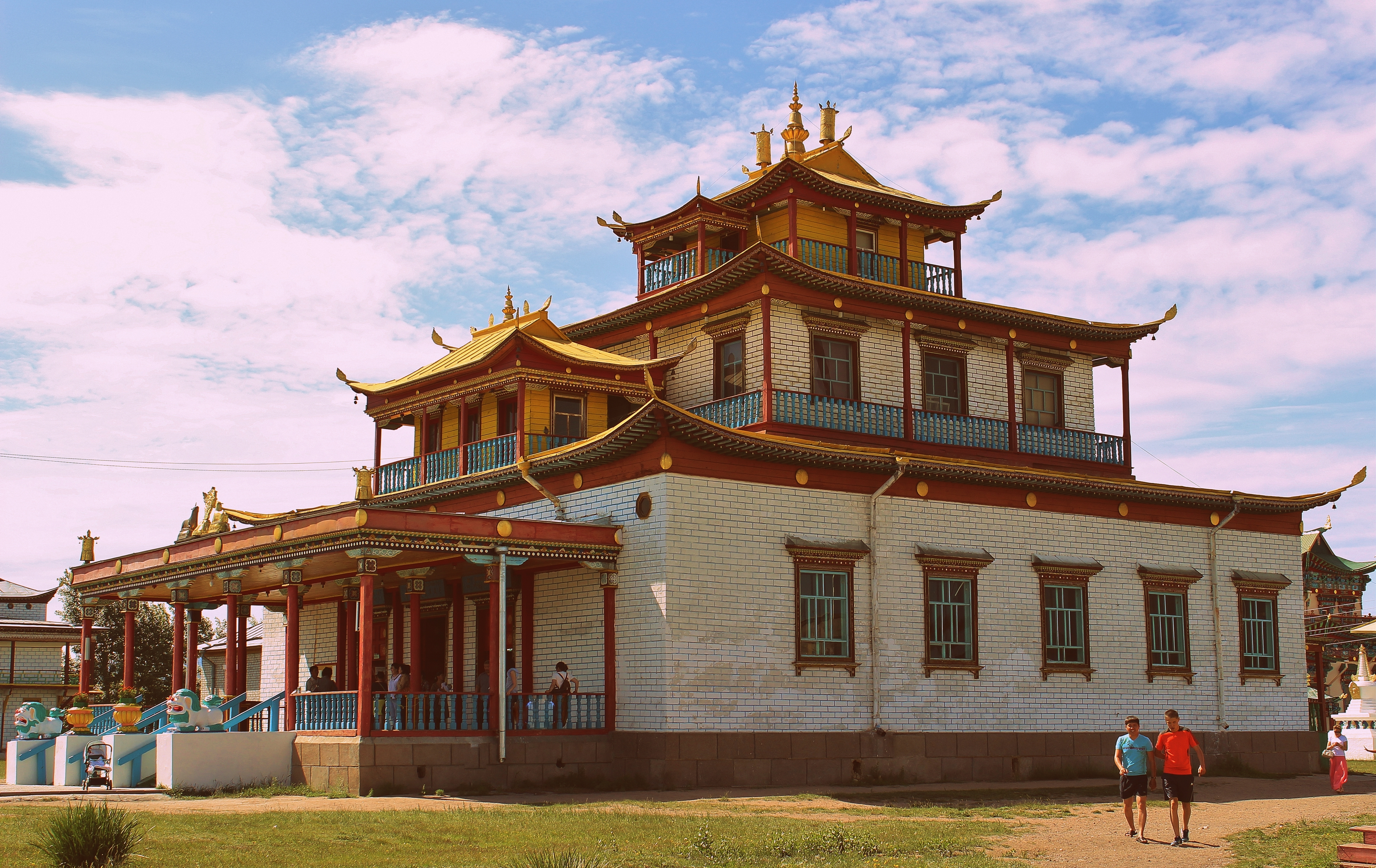
A dzogcsen templom az Ivolga Dácánban, 2012

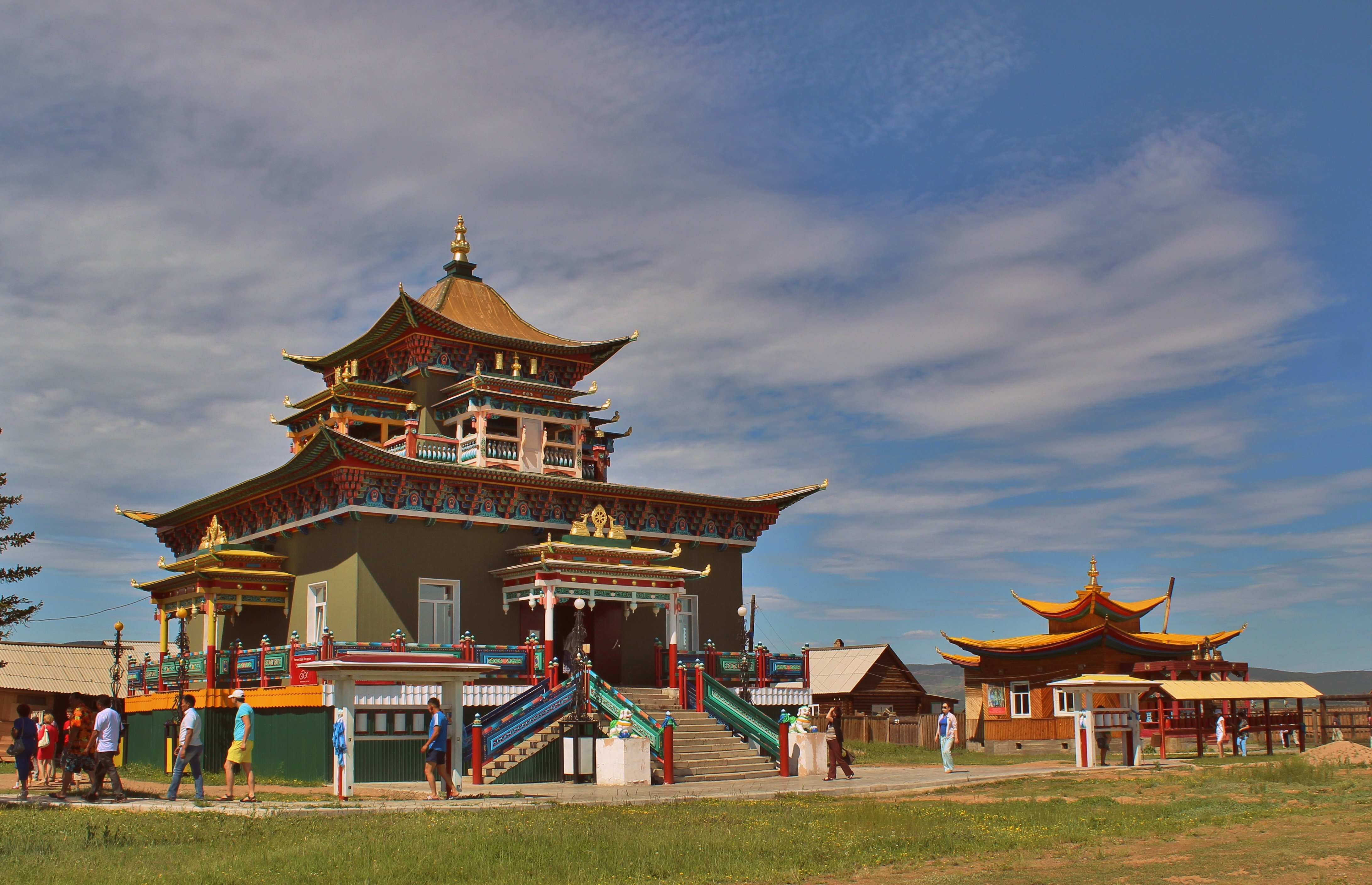
Zöld tárá templom az Ivolga Dácánban, 2012

A buddhizmus Burjátföldön a buddhizmus egyik jellegzetes hagyománya, a vadzsrajána buddhizmus legészakibb területe Közép-Ázsiában. Ez főleg a tibeti gelug hagyomány irányzata, jóllehet a nyingma hagyomány is képviselteti magát. A burját buddhisták a történelmi Buddha mellett a gelug iskola alapítója, Congkapa (burját nyelven Zonhobo) előtt hódolnak.

## Kezdetek
A proto-mongol népek (hsziungnuk, hszienpejek, kitajok) az i. e. 2. századtól kezdve ismerték a buddhista tanításokat. Az Ivolginszki járás területén  Buddhista imafüzér maradványokat találtak egy hsziungnu sírban.
A 17. század elején a tibeti buddhizmus észak felé terjeszkedett, és Mongólián keresztül elért Burjátföldre is a Bajkálontúl (a Bajkál-tótól keletre). Kezdetben a buddhizmus főleg azok között az etnikumok körében terjedt, akik a Khalkha Mongólia (szelengák és zede burjátok) területéről vándoroltak be Burjátföldre. A század végén és a 18. század elején a vallás elterjedt a Bajkálontúlra is. Egy második hagyományvonal is elérte a burjátokat, amely közvetlenül Tibetből érkezett, az amdói Labrang kolostorból.

## Elterjedése
1701-ben tizenegy dugan (kis burját buddhista templom) létezett A Bajkálontúl. 1722-ben az ország határvonala körvonalazódott Mongóliával és Oroszországgal. A észak-mongol területen élő nomád burját törzsek átkerültek Oroszország területére. Az orosz kormány lezárta a határokat, arra kényszerítve ezzel a burját nomádokat, hogy egy viszonylag letelepedett életmódot folytassanak. Az 1740-es évek elején buddhista egyházi egyetemek épültek (dácánok) Burjátföldön. Köztük a legnevesebb Congol is ekkor épült. 1741-ben Erzsébet orosz cárnő elfogadott egy rendeletet, amely elismerte egy bizonyos "lámaista" vallás létezését, továbbá törvényesen is elismert 11 dácánt, és 150 lámát is. Ezzel a buddhizmus hivatalosan is elismert vallássá vált az Orosz Birodalomban (1991-ben a buddhista burjátok a a vallásuk hivatalos elismerésének 250. évfordulóját ünnepelték).
Az ezt követő időszak két dácán versengését hozta (Congol és Tamcsinszky). 1764-ben a Congol Dácán  lett a bajkálontúli burjátok fegfelsőbb lámája. Az egyházi neve Pandita Hambo láma lett. 1809 elején a hatalom átkerült a Tamcsinszky dácánhoz. A következő négy évtizedben még 32 dácán létesült Burjátföldön, ezzel összesen már 34 dácán létezett. Hatlamas erőfeszítések árán a burjátok nagy mennyiségű ezoterikus irodalmat hoztak be Tibetből, Kínából és Mongóliából, és a gelug hagyományvonallal az élen, több buddhista irányzat gyakorlatait felvették. 1869-ben a mongol Csoj-Manramba az indo-tibeti gyógyászat területén kezdett el tevékenykedni, amely gyakorlat ezután gyorsan terjedt a burjátok körében. Három évvel később megalapították a Dujnhor Kálacsakra iskolát az Aga Dácánban, amely megalapozta a felsőfokú spirituális tanulmányok tibeti mintájú működését.
1887-ben már 29 kiadó működött Burjátföldön, amelyek az 1930-as évekbeli beszüntetésükig mintegy 2000 könyvet adtak ki tibeti és mongol nyelven. A 19. század végén a buddhizmus erőteljesen benyomult az északi burját területekre, ahol erős ellenállásba ütközött az ott tevékenykedő sámánok és keresztény hittérítők miatt. A 19. és a 20. században lendületes buddhista mozgalom indult Burjátföldön, amely a szovjet hatalom megszilárdításával tovább erősödött.

## Jelenkor

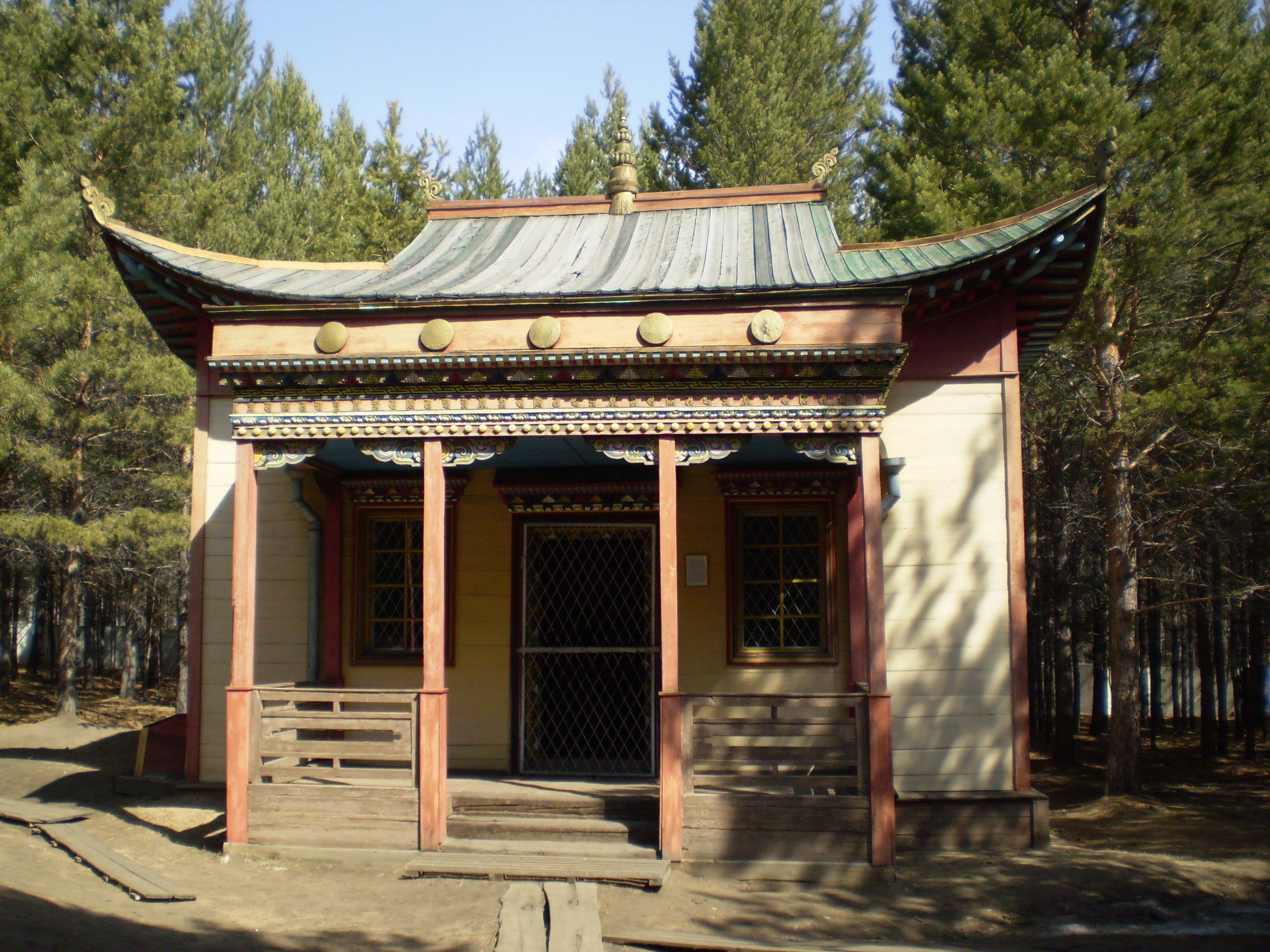
A Dévadzsin templom a Tamcsinszky dácánban a Bajkálontúl Népi Etnográfiai Múzeum területén.

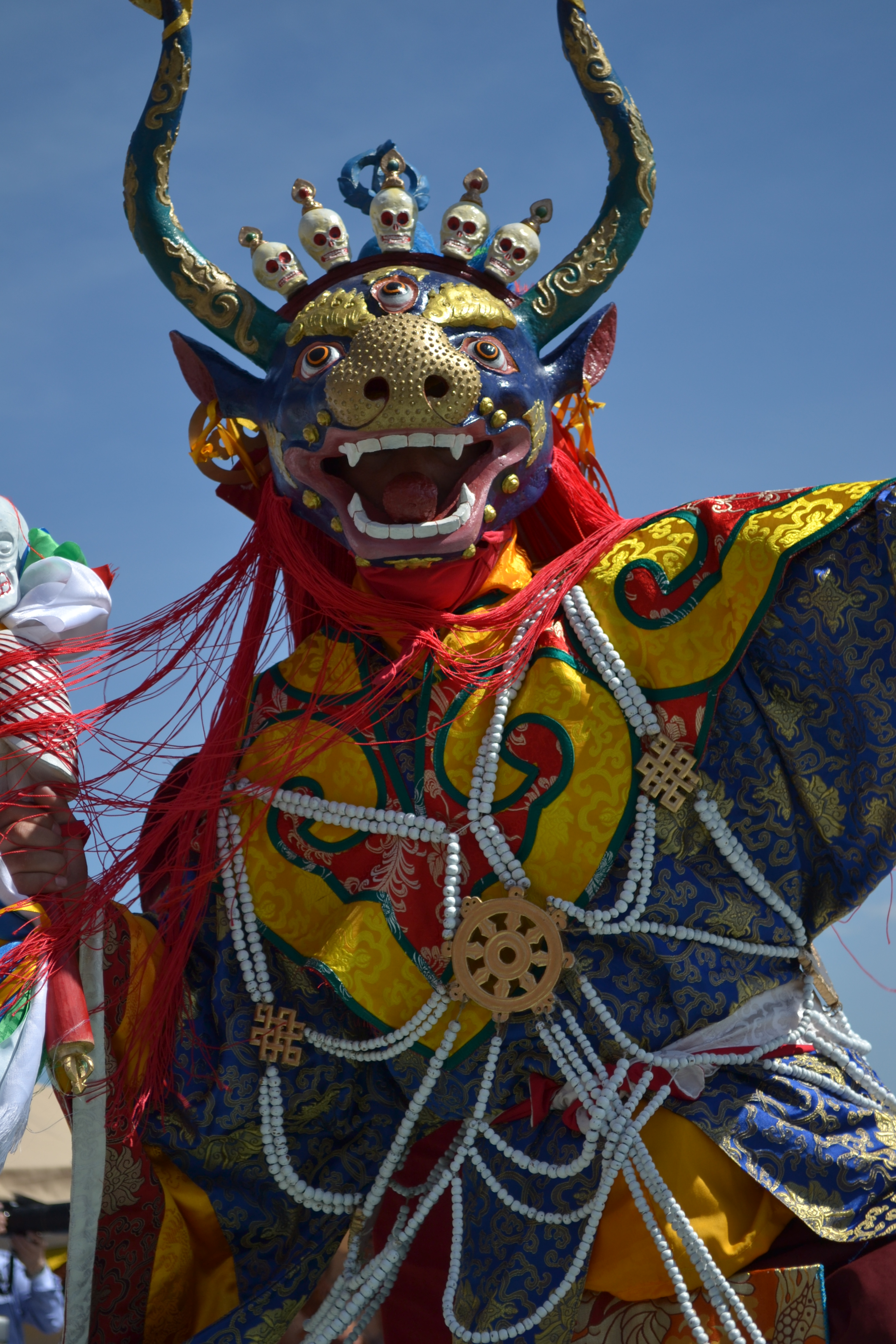
Csam misztikus tánc

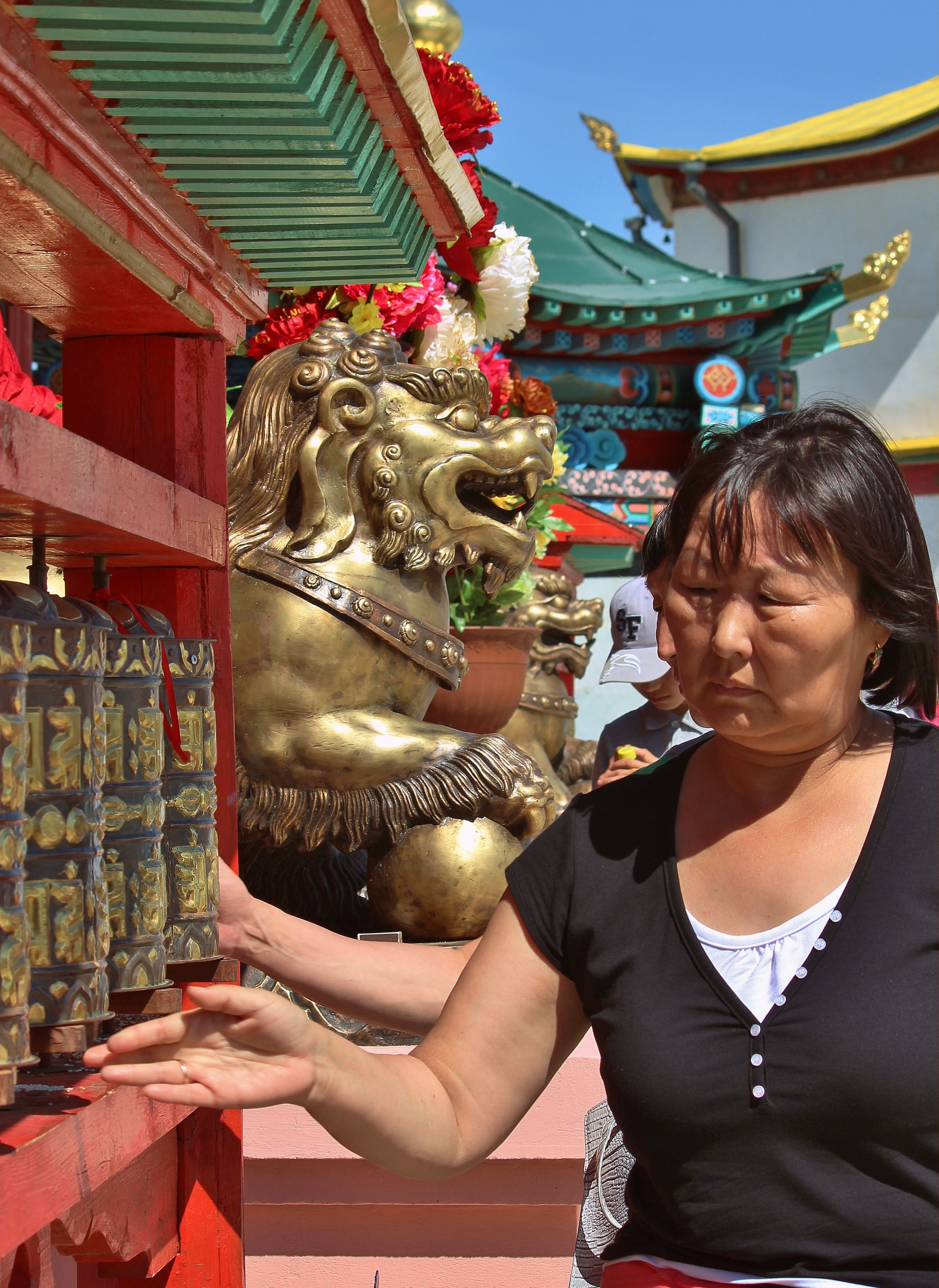
Imakerék az Ivolga dátsánban

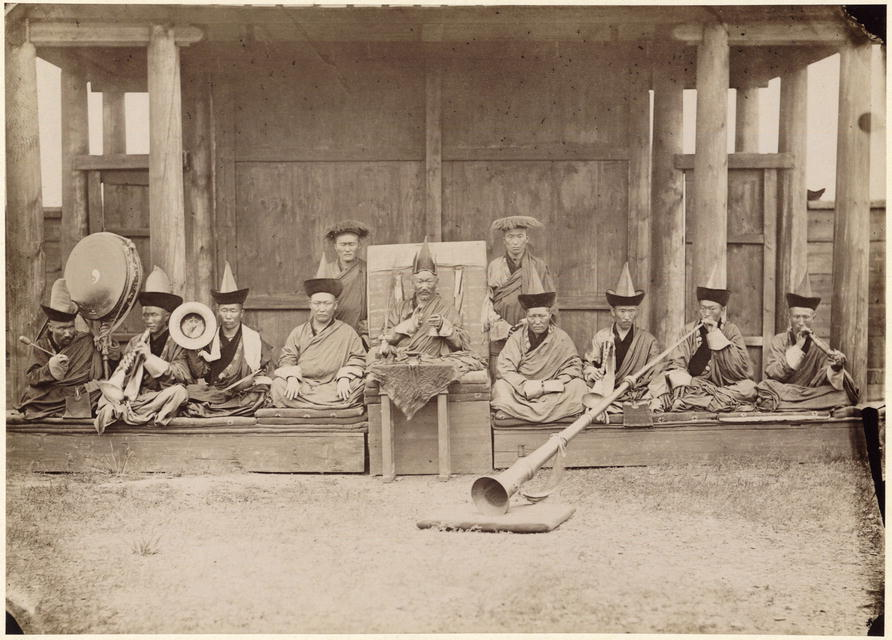
A Hambo Láma központ a Tamcsinszky dácánban, 1886

1918-ben törvényt hoztak a Szovjetunióban, amely elválasztotta egymástól az egyházat és az államot, illetve az iskolát és az egyházat, ezáltal megszűnt az egyházi oktatás is. Ez tönkretette az emberek spirituális kultúráját az új szovjet államban, amely Burjátföldön egyet jelentett a buddhista kultúra hanyatlásával. Rövid idő alatt sikerült lerombolni mindazt a kultúrát, amely több évszázadon át élt a burját emberek körében. A 20. század elején működő 47 dácánból és dugánból szinte semmi sem maradt mára. 1864 lámát hurcoltak el börtönbe és munkatáborokba, illetve több százat mészároltak le. Az 1920-as években néhány burját a Bajkálontúlra vagy Belső-Mongóliába menekült és ott folytatta a buddhista hagyományokat.
1945. május 2-án a szovjet állam úgy döntött, hogy nyit egy buddhista templomot (Hambyn Sume) egy Szrednyaja Ivolga nevű helyen. Az Ivolga dácán és az Aga dácán 1946 óta folyamatosan működik. Itt nyitotta meg a kapuit 1991-ben egy Dasi Chojnhorlin nevű felsőoktatási intézmény, amelyben művészek, ikonográfusok és szerzetesek tanulnak és fordítanak kanonikus szövegeket. 1991-ben a működő dácánok száma elérte a tizenkettőt.

## Helyi jellegzetességek
A burját buddhizmus valamelyest különbözik az általános mahájána buddhizmustól főleg a vallási gyakorlatok, rituálék és mágikus gyakorlatok rendszerét tekintve. Ezek a hagyományos helyi befolyásoknak, az ősibb hiedelmeknek, gyakorlatoknak, illetve a tibeti és a burját-mongol rituáléknak köszönhető. Legjellemzőbb módon az ovúk (szent kőhalmok, kőrakások) tiszteletére tartott ceremóniákba, szertartásokba és hiedelmekbe beépített buddhista vallási rendszer jelenti a különbséget, amelyek kifejezik a burjátok tiszteletét a föld, a hegyek, a folyók és a fák tündérei iránt. Fontos szerepet játszik az egyházi vallásos gyakorlatokban a tantrikus eredetű vadzsrajána buddhizmus. A filozófiai, pszichológiai és erkölcsi tanításokban a burját buddhizmus nem különbözik jelentősen a tibeti buddhista kánonban (Kandzsúr - burjátul Ganzsúr, 108 kötet - és a Tandzsúr - Danzsúr burjátul, 225 kötet) szereplő mahájána buddhizmustól.
A buddhizmus rendkívül fontos szerepet játszott a burját-mongol kultúra és tudományosság életében, főleg a filozófiai gondolkodás, az erkölcsi normák, tudati fejlődés, az irodalom, a művészet, a konyhaművészet és az elternatív gyógyászat fejlődésében - beleértve a kronobiológiát és a bioenergetikát is.
A burját dácánokban végzett gazdag spektrumú vallási gyakorlatok köhött hat nagy szertartás szerepel: a mongol hold újév; a Dujnher (Kálacsakra); a Gandan-Sunszerme (a Buddha születése, megvilágosodása és halála); a Maidari-Hural (a jövőbeni Maitréja buddha eljövetele); a Lhabab-Dujszen (amikor a Buddha alászállt a Tusita mennyországból); és a Zul-Hural (Congkapa emléknapja).

## Templomok és kolostorok
A burjátföldi templomok (dácánok) Csitában és Irkuck Oblaszcban:
1. Hambyn-Hure dácán: Ulan-Ude város
2. Aga dácán: Chita, Aga Burját Autonóm Terület, Aginszkoje település
3. Atsagat dácán: Burját Köztársaság, Acagat település
4. Kurumkan dácán: Burját Köztársaság, Kurumkanszkij (Huramhaanai in Buryat) körzet, Kurumkan település
5. Sartul-Gegetuy dácán: Burját Köztársaság, Dzsidinszkij (Zede) körzet, Gegetuj település
6. Atagan-Dyrestuy dácán: Burját Köztársaság, Dzsidinszkij (Zede) körzet, Gyresztuj település
7. Tabangut-Ichotuy dácán: Burját Köztársaság, Dzsidinszkij (Zede) körzet, Dodo-Icsotuj település
8. Egita dácán: Burját Köztársaság, Yeravninsky (Jarúnyin) körzet, Egita település
9. Sanaga dácán: Burját Köztársaság, Zakamensky (Zaháminai) körzet, Szanaga település
10. Ivolga dácán: Burját Köztársaság, Ivolginsky (Ebilge) körzet, Vjerkhnyaja Ivolga település
11. Kizhinga dácán: Burját Köztársaság, Kizhinginsky (Hedzsengyin) körzet, Kidzsinga település
12. Baldan Breybun dácán: Burját Köztársaság, Kyakhtinsky (Hjágtyin) körzet, Murocsi település
13. Tugnui dácán: Burját Köztársaság, Mukhorshibirsky (Muhar-Seber) körzet, Mukhorsibir település
14. Okinsky dácán: Burját Köztársaság, Okinsky (Ahjin) körzet, Orlik település
15. Tamchinsky dácán: Burját Köztársaság, Szelenginszkij (Szelenge) körzet, Guszinoje Ozero (Tamcsa) település
16. Kyren dácán: Burját Köztársaság, Tunkinszkij (Tünhen) körzet, Kiren település
17. Hoymor dácán: Burját Köztársaság, Tunkinszkij (Tünhen) körzet, Arsan település
18. Ugdan dácán: Bajkálontúli körzet, Chita Oblast, Ugdan település
19. Ust-Orda (Abaganat) dácán: Irkuck Oblaszt, Uszt-Orda település
20. Ana dácán: Burját Köztársaság, Khorinszkij (Hori) körzet, Ana település
21. Cseszan dácán: Burját Köztársaság, Kidzsinginszkij (Hezhengyn) District, Cseszan település
22. Csita dácán: Bajkálontúl Kraj, Chita Oblast, Csita város
23. Cugol dácán: Csita Oblaszt, Cugol település

## Hivatkokzások
1. 1 2 3 4 5  Александр Берзин, Тибетский буддизм: история и перспективы развития, M., 1992 (Alexandr Berzin, Tibetan Buddhism: History and Future Prospects, Moscow 1992; Буддизм, Л. Л. Абаева, М., Республика, 1991 (Buddhism, L.L. Abaeva, Respublika, Moscow 1991)
2. ↑  Декрет Совета Народных Комиссаров (23 января 1918 г.) Об отделении церкви от государства и школы от церкви, Решения КПСС и Советского Государства о Религии и Церкви, История Нашей Страны ("Decree of the Council of People's Commissars (23 January 1918) on the Separation of Church from State and School from Church," in "Resolutions of the Communist Party of the Soviet Union and the Soviet State on Religion and Church," The History of Our Country)

## További hivatkozások
- Бардуева Т. Пандито Хамбо лама Даши-доржо Итигэлов и обновленческое движение в Бурятии // Вестник Бурятского государственного университета. — Улан-Удэ: Бурятский государственный университет, 2010. — № 8. — С. 165—168. — ISSN 1994-0866. (Barduyeva, T.: "Pandito Hambo Lama Dashi-Dorzho Itigelov and the Renewal Movement in Buryatia", Bulletin of the Buryat State University, Ulan-Ude, 2010)
- Ванчикова Ц. П., Чимитдоржин Д. Г. История буддизма в Бурятии: 1945—2000 гг. Изд-во БНЦ СО РАН, 2006 (Vanchikova, Ts. P., Chimitdorzhin, D. G.: The History of Buddhism in Buryatia: 1945-2000, BNTs SO RAN Publishing, 2006)
- Жамсуев Б. Б., Ванчикова Ц. П. Земля Ваджрапани: Буддизм в Забайкалье. Изд-во Феория, 2008 (Zhamsuyev, B. B.; Vanchikova, Ts. P.: The Land of Vajrayana: Buddhism in Transbaikalia, Feoria Publishing, 2008)
- Жуковская Н. Л. Возрождение буддизма в Бурятии: проблемы и перспективы. Российская академия наук, Ин-т этнологии и антропологии, 1997 ISBN 9785201137113 (Zhokovskaya, N. L.: The Rebirth of Buddhism in Buryatia: Issues and Prospects, Russian Academy of Sciences, Institute of Ethnology and Anthropology, 1997)
- Манзанов Г. Е. Современное состояние религиозности в республике Бурятия // Религиоведение (журнал). — 2005. — № 2. — С. 79—87. — ISSN 2072-8662. (Manzanov, G. Ye.: "The Contemporary State of Religion in the Republic of Buryatia," Religious Studies (magazine), 2005)
- Нестёркин С. П. Буддизм в Бурятии: истоки, история, современность: материалы конференции, 23-24 июня 2001 г., Тамчинский дацан. Бурятский научный центр СО РАН, 2002 (Nestyorkin, S. P.: "Buddhism in Buryatia: Sources, History, Modernity," conference materials from 23–24 June 2001 at Tamchinsky datsan, SO RAN Buryat Academic Center, 2002)
- Bernstein, Anya. Religious Bodies Politic: Rituals of Sovereignty in Buryat Buddhism. University of Chicago Press (2013. június 5.). ISBN 978-0-226-07269-2
- Zhukovskaia, Nataliia L.. The Revival of Buddhism in Buryatia. In: Marjorie Mandelstam Balzer, Religion and Politics in Russia: A Reader. Routledge, 197–215. o. (2015. június 5.). ISBN 978-1-317-46112-8
- (2002) „Buddhist Revival in Buriatia: Recent Perspectives”. Mongolian Studies 25, 1–11. o. JSTOR 43193334.

## Külső hivetkozások
- Oroszország hagyományos buddhista közössége
- Az Ivolga dácán hivatalos oldala